# Opiorphin
Opiorphin ist ein endogenes Pentapeptid mit der Aminosäuresequenz Gln-Arg-Phe-Ser-Arg.
Bei Versuchen mit Ratten zeigte sich eine um den Faktor 3 bis 6 höhere schmerzstillende Wirkung (analgetische Potenz) im Vergleich zu Morphin. Beim Menschen ist es im Speichel zu finden. In weiteren Tierversuchen wurden 2010 die schmerzstillenden und antidepressiven Wirkungen bestätigt, sowie auf das Fehlen der meisten Opioid-Nebenwirkungen (Darmlähmung, Dosissteigerung) und Antidepressiva-Nebenwirkungen (Übererregbarkeit, Sedation, Gedächtnisstörungen) hingewiesen.